# Хајлигенберг (Бодензе)
Хајлигенберг (њем. Heiligenberg) град је у њемачкој савезној држави Баден-Виртемберг. Једно је од 23 општинска средишта округа Бодензе. Према процјени из 2010. у граду је живјело 2.861 становника. Посједује регионалну шифру (AGS) 8435020.

## Географски и демографски подаци
Хајлигенберг се налази у савезној држави Баден-Виртемберг у округу Бодензе. Град се налази на надморској висини од 726 метара. Површина општине износи 40,8 km². У самом граду је, према процјени из 2010. године, живјело 2.861 становника. Просјечна густина становништва износи 70 становника/km².